# Tomás Guido
Tomás Guido (Buenos Aires, Virreinato del Río de la Plata; 1 de septiembre de 1788-Buenos Aires, Argentina; 14 de septiembre de 1866) fue un militar, diplomático y político argentino. Actuó en las Invasiones Inglesas y adhirió a la Revolución de Mayo de 1810. Brindó su talento negociador durante los difíciles momentos de la Independencia Argentina. Su célebre Memoria, fruto de sus conversaciones con su amigo, el general José de San Martín, fue determinante para que el director supremo de las Provincias Unidas del Río de la Plata Juan Martín de Pueyrredón le diera su apoyo para la realización de la campaña del Ejército de los Andes que permitió la Independencia de Chile y de Perú en las que tuvo destacada actuación.

## Sus inicios
Tomás Guido nació en Buenos Aires, la capital del Virreinato del Río de la Plata, el 1 de noviembre de 1788. Era hijo del comerciante español peninsular don Pedro Guido y Sanz y de doña Juana Aoiz y Martínez. Debió abandonar sus estudios en el Real Colegio San Carlos debido a problemas económicos.
Durante las Invasiones inglesas de 1806 y 1807 participó en la defensa de Buenos Aires y tuvo luego participación en los sucesos que, en 1810 culminaron con la Revolución de Mayo y el surgimiento de la Primera Junta. Al año siguiente fue secretario del doctor Mariano Moreno durante el viaje a Inglaterra en el cual este falleció. De regreso a Buenos Aires, en 1812 permaneció en ella brevemente como secretario del Ministerio de Guerra para luego trasladarse a Charcas (actual Sucre) como secretario del gobernador Francisco Ortiz de Ocampo. Posteriormente viajó a Tucumán donde se vinculó con José de San Martín y Manuel Belgrano, desempeñándose como Oficial Mayor de la Secretaría de Guerra colaborando con San Martín en el planeamiento de la estrategia a seguir en el Ejército del Norte y en la continuación de la Guerra de la Independencia de las Provincias Unidas del Río de la Plata.

## SuMemoria
El 20 de mayo de 1816 Tomás Guido presentó al Director Supremo de las Provincias Unidas del Río de la Plata, Antonio González Balcarce, su célebre Memoria, basada en las conversaciones sostenidas con San Martín en Saldán, Córdoba, durante la convalecencia del general. En ellas expuso con detalle los aspectos económicos, militares y políticos del plan continental que consistía en abrir un frente occidental cruzando la cordillera de los Andes con una fuerza de 4000 hombres para liberar de los realistas, en primer término, a Chile y posteriormente continuar por mar a las costas del Virreinato del Perú, centro del poder español en América del Sur. Esta estrategia variaba el primitivo plan de insistir con la Campaña del Alto Perú. Entre otras cosas sostenía que una victoria en Chile bastaría para alentar el espíritu de los pueblos y desalentaría al ejército realista que atacaba desde el norte comandado por Joaquín de la Pezuela. 
Balcarce apoyó la idea con entusiasmo y la cursó al Director elegido por el Congreso de Tucumán, Juan Martín de Pueyrredón. Este, escarmentado por las malas experiencias en el Alto Perú, aprobó la memoria el 24 de junio y dio las instrucciones pertinentes apoyando de inmediato la campaña libertadora a Chile disponiendo una entrevista con San Martín destinada a crear el Ejército de los Andes y ultimar los detalles de esta nueva expedición militar revolucionaria.

## Campañas independentistas de Chile y Perú

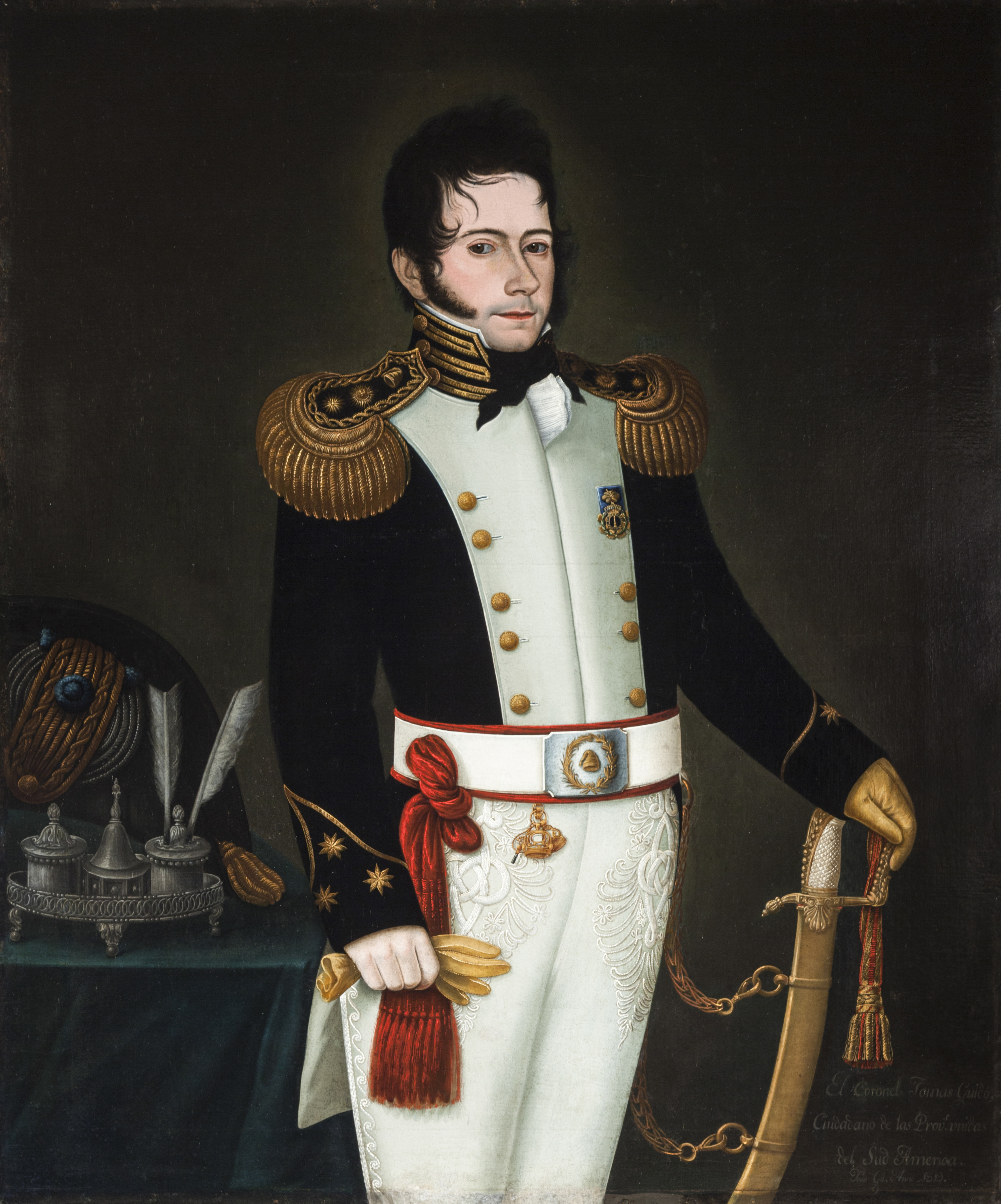
Retrato del entonces coronel Tomás Guido, realizado por José Gil de Castro en 1820. Junto al uniforme militar, el tintero destaca su actividad diplomática.

Después de la victoria patriota en la batalla de Chacabuco, el 12 de febrero de 1817, el  general San Martín incorporó a Guido con el grado de  teniente coronel para que asumiera las funciones de secretario de Guerra y Marina y el de representante ante el gobierno de Chile. Ocupó este cargo por tres años ejerciendo una exitosa tarea administrativa y diplomática, acompañando a San Martín como primer edecán en su gesta libertadora por Chile y colaborando en la empresa de liberar Perú. Negoció exitosamente con el enemigo en las Conferencias de Miraflores y participó en los dos sitios y rendición del Callao, fortaleza de la que fue nombrado gobernador. Ascendido en 1821 a coronel Mayor, fue consejero de Estado y ministro de Guerra. Tras la Entrevista de Guayaquil que mantuvieron San Martín y Simón Bolívar acompañó a este último hasta el final de la guerra de independencia. En 1823 fue conjuez en Perú del Supremo Consejo Militar y al año siguiente jefe del Estado Mayor del Ejército del Centro y ministro General de Gobierno del general Mariano Necochea alcanzando el grado de General de Brigada de los ejércitos del Perú.

## Su regreso a la Argentina

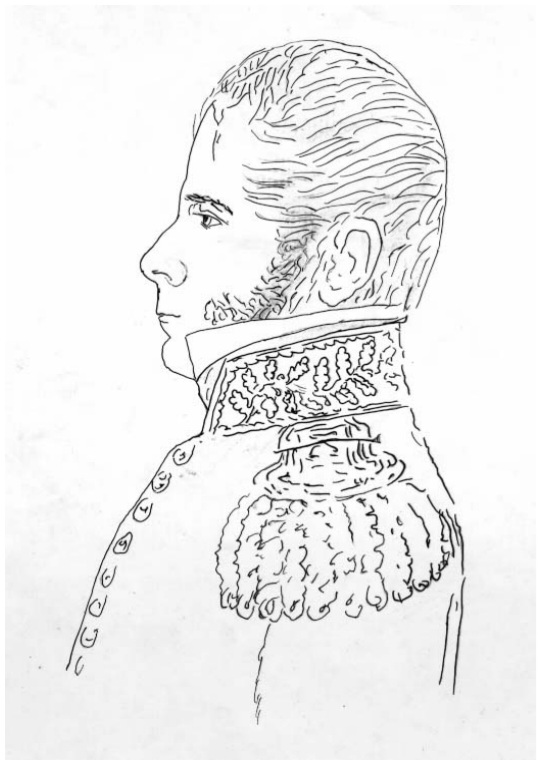
Retrato como ministro plenipotenciario en Brasil por el artista franco-brasileño Luís Aleixo Boulanger, en la colección del Instituto Histórico y Geográfico Brasileño.

Tomás Guido regresó a Buenos Aires en 1826, en plena Guerra del Brasil. El presidente de las Provincias Unidas del Río de la Plata, Bernardino Rivadavia, lo nombró Inspector de Armas y en 1827 Vicente López y Planes lo designó ministro de Guerra, cargo al cual renunció para ocupar el de diputado electo a la Sala de Representantes de Buenos Aires.
Luego fue enviado por el gobernador Manuel Dorrego, como diplomático extraordinario y ministro plenipotenciario junto a Juan Ramón Balcarce ante la corte de Río de Janeiro, suscribiendo en ese carácter la Convención Preliminar de Paz entre el Imperio del Brasil y las Provincias Unidas del Río de la Plata, el 27 de agosto de 1828. Por este tratado ambos estados acordaron la independencia del Uruguay respecto de ellos. 
Guido fue luego ministro de Guerra y Relaciones Exteriores en tres oportunidades: con  Juan Lavalle,  Juan José Viamonte y  Juan Manuel de Rosas. De 1840 a 1851 representó a la Argentina ante el gobierno del Brasil. Después de la batalla de Caseros y de la caída de Rosas, el general Justo José de Urquiza lo llamó para colaborar con su gobierno resultando ser, en 1855 senador nacional electo por Provincia de San Juan y en 1857 vicepresidente del Senado de la Confederación Argentina. Ya con el grado de Brigadier General acompañó en 1859 a Urquiza al Paraguay interviniendo exitosamente en las gestiones pacíficas entre ese país y Estados Unidos, enfrentados por haber este último enviado una escuadra naval con el objetivo de desembarcar en Asunción.

## Su fallecimiento
Tomás Guido falleció en su quinta de Buenos Aires de la calle Potosí el 14 de septiembre de 1866, según consta en el acta 469 del año 1866 de la Parroquia Nuestra Señora de Montserrat.
“En quince de septiembre del año del Señor de mil ochocientos sesenta y seis, el infrascripto Cura de esta Parroquia de Ntra. Sra. De Monserrat dio licencia para sepultar el cadáver del Brigadier Gral. Don Tomás Guido de setenta y siete años de edad, natural de Buenos Ayres domiciliado en la calle Potosí número 426, de estado casado con Doña Pilar Spano”
Hasta 1966 los restos de Tomás Guido descansaron en una bóveda con forma de gruta, construida por uno de sus hijos, el poeta Carlos Guido Spano. Situada en la sección 2.T. 1.1-10- del cementerio de la Recoleta, fue declarada monumento histórico nacional por decreto 3039 del 31 de enero de 1946. En ocasión del centenario de su muerte, sus restos fueron trasladados al mausoleo de la Catedral metropolitana de Buenos Aires, donde descansan junto a los del general José de San Martín.
El más digno cierre de la reseña de la vida de Tomás Guido son las palabras que dirigiera la hija del Libertador, Mercedes San Martín de Balcarce, a Pilar Spano de Guido: 
“Usted, mi querida amiga, pierde al mejor de los maridos; nosotros, al amigo más querido de mi buen padre, al que más apreciábamos y respetábamos; y la Patria, una de sus glorias, y ya uno de los últimos de aquellos hombres heroicos y patriotas que le dieron la libertad y el ser”

## Matrimonio e hijos
Tomás Guido se casó en Santiago de Chile el 22 de diciembre de 1818 con la hija del coronel Carlos Spano y Padilla, María del Pilar Spano y Ceballos (Concepción, Chile; 13 de octubre de 1800-Buenos Aires, 25 de enero de 1868), con quien tuvo cuatro hijos: el escritor José Tomás, Eduardo, Pilar, y el poeta Carlos Guido y Spano. Su hija Pilar Guido Spano se casó el 12 de diciembre de 1862 con el revolucionario chileno Francisco Bilbao Barquín.

Mucho más importante que escribir sobre la revolución, es contribuir personalmente a realizarla.
Tomás Guido

## Distinciones y condecoraciones
- Oficial de la Legión de Mérito de Chile ( Chile, 1822).
- Suboficial de la Legión de Mérito de Chile ( Chile, 1820).